# Irakli Andronikov
Pour les autres membres de la famille, voir Famille Andronikov.
Œuvres principales
- Biographie de Lermontov (1936)
- La vie de Lermontov (1939)
- Lermontov, la nouvelle découverte (1948)
- Les histoires de la littérature (1949)

Compléments
Irakli Louarsabovitch Andronikov (en russe : Ираклий Луарсабович Андроников), né le 15 septembre 1908 (28 septembre dans le calendrier grégorien) à Saint-Pétersbourg (Empire russe) et mort le 11 juin 1990 à Moscou (Union soviétique), est un écrivain, critique littéraire, présentateur de télévision et lecteur russe. Lauréat du Prix Lénine (1976), du Prix de l'État d'URSS (1967), Artiste du peuple de l'URSS (1982).

## Famille
Descendant d'une longue lignée de princes de Kakhétie, les Andronikachvili, eux-mêmes descendants d'Andronic Ier Comnène, le prince Irakli Louarsabovitch Andronikov naquit à Saint-Pétersbourg le 22 septembre 1908. Son père, Louarsab Nikolaïevitch Andronikov (1872-1939) exerçait la profession d'avocat. Il était sympathisant de la Révolution de février et en 1917, le gouvernement provisoire le nomma au poste de sénateur du Département criminel. En 1921, il enseigna à l'Université de Tbilissi. Iekatrina Iakovlevna Goureva, l'épouse du prince Louarsab Andronikov, était issue d'une célèbre famille pétersbourgeoise.
Le grand-père du prince Irakli Andronikov, Iakov Iakovlevitch Gourevitch (1869-1942) était diplômé d'Histoire et de philologie de l'Université de Saint-Pétersbourg. Il fut l'auteur de romans et d'histoires courtes. En outre, il était le cousin du philosophe et écrivain Ivan Alexandrovitch Iline (1883-1954). Son arrière-grand-père maternel, Iakov Grigorievitch Gourevitch (1843-1906) était historien. Il rédigea plusieurs articles et fut également l'un des fondateurs des Cours Bestoujev. Il fut également auteur de manuels sur l'Histoire et le fondateur et le rédacteur en chef de L'École russe. En 1883, Iakov Grigorievitch Gourevitch ouvrit une école privée à Saint-Pétersbourg:  l'École de formation professionnelle Gourevitch. Sa grand-mère maternelle : Lioubov Ivanovna Ilina (1845-1922) était la fille d'Ivan Ivanovitch Iline (1799-1865) qui participa à la construction du Grand Palais du Kremlin. Il était également commandant.

### Mariage
En 1910, le prince Irakli Louarsabovitch Andronikov épousa l'actrice russe Viviana Abelevna Robinzon (1910-1995). De cette union naquirent deux filles :
- Manana Iraklianovna Androkinova (1936-1975), critique d'art[4].
- Iekaterina Iraklianovna Androkinova[5].

## Biographie

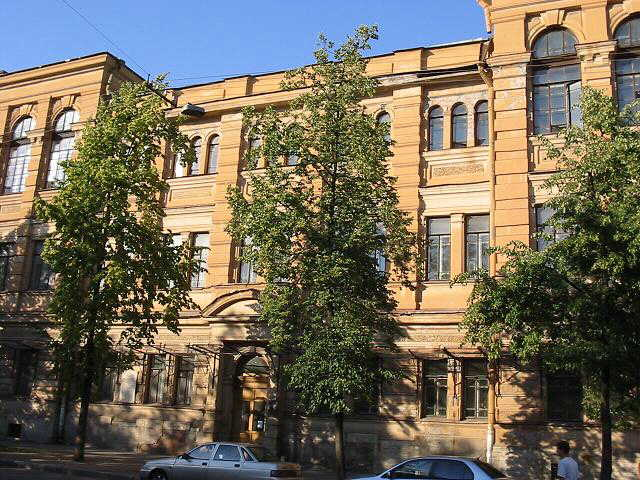
Le bâtiment des Cours Bestoujev à Saint-Pétersbourg.

En 1918, le père du prince Andronikov fut invité à enseigner l'histoire de la philosophie à l'Institut pédagogique de Toula. La famille Andronikov emménagea dans un petit village situé près de Toula.
En 1921, la famille Andronikov résida pendant une courte durée à Moscou, puis, la même année s'installa à Tiflis. En 1925, Irakli Andronikov obtint son diplôme d'études secondaires à Tiflis puis entra dans le corps professoral historico-philologique de l'Université d'État de Léningrad et dans le même temps il fit son entrée au Département de l'Histoire de l'Art. Boris Mikhaïlovitch Eichenbaum, théoricien de la littérature, Viktor Maximovitch Jirmounski (1891-1971), historien de la littérature et linguiste, Lev Vladimirovitch Chtcherba (1880-1944) linguiste et lexicographe et l'historien Ievgueni Viktorovitch Tarle (1874-1855) lui enseignèrent l'histoire et la philologie. En 1928, il se prit de passion pour la musique et il enseigna la philharmonie à l'Orchestre philharmonique de Léningrad.
En 1930, Irakli Andronikov sortit diplômé de l'Université d'État de Léningrad. La même année, il travailla sur un magazine orienté vers un public d'enfants. Cette bande dessinée parut sous le titre de Tarin et Hérisson (Ioj et Tchij - Ёж и Чиж). En 1931, il témoigna contre Daniil Ivanovitch Kharms (1905-1942) et le poète Alexandre Ivanovitch Vvedenski (1904-1941), des collègues travaillant également sur la bande dessinée Tarin et Hérisson. Sur le témoignage du prince, le tribunal soviétique condamna le poète Vvedenski à trois ans d'internement dans un camp de la Guépéou (O.G.P.U). Mais la personnalité controversée du prince et le surprenant retrait des accusations portées contre lui alimentèrent la rumeur de son implication dans l'arrestation et l'internement de ses deux collègues.
En décembre 1931, I. Andronikov, a été arrêté dans le cadre de l'affaire n ° 4246, avec notamment les poètes Oberiut Daniil Harms et Alexandre Vvedensky pour avoir créé un groupe illégal d'écrivains antisoviétiques. Toutes les personnes arrêtées ont témoigné dans le cadre d'une enquête et ont dénoncé leurs propres activités comme antisoviétiques. 
Ces accusations, qui dans cinq ans auraient entraîné inconditionnellement la mort, à l’époque ont conduit, pour reprendre le terme d'Akhmatova, à des peines "végétariennes". Ainsi, pour Harms et Vvedensky, la peine a été limitée à un emprisonnement court et déjà à la fin de 1932 ils sont retournés à Leningrad.
Irakli  Andronikov était le seul dans cette affaire qui n’a pas été condamné et a été libéré un mois après son arrestation. Vraisemblablement, l’intervention de Shalva Eliava, un haut fonctionnaire soviétique, sur la demande du père d'Andronikov, aurait pu contribuer à sa libération de prison.
En 1934, le prince Andronikov travailla en qualité de bibliographe pour la Bibliothèque publique de Léningrad. À l'Université de Léningrad, il commença à étudier la biographie et les œuvres du poète russe Lermontov et continua ses études tout en travaillant à la bibliothèque.
En 1936, le prince Andronikov publia son premier ouvrage biographique sur le poète et romancier Lermontov dans la revue littéraire Actes de l'Université de Tbilissi. Cette première œuvre eut pour titre La Biographie de Lermontov. En 1939, le prince publia l'ouvrage La vie de Lermontov et la même année, il fut admis à l'Union des écrivains soviétiques. En 1942, correspondant de guerre sur le front de Kalinine, il travailla pour le journal littéraire  À côté de l'ennemi.
Le prince publia dans le journal soviétique La Pravda, le 22 juin 1941, un poème consacré à Lermontov dont le titre est Borodino. Le mois suivant, il travailla à l'exposition consacrée au centenaire de la mort du poète russe
En 1947, sa thèse de Kandidat Naouk porte sur Les Recherches sur Lermontov. En 1948, il publia un nouvel ouvrage : Lermontov, la nouvelle découverte.

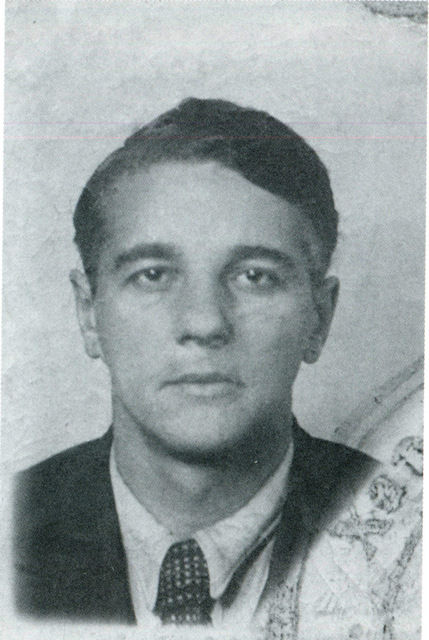
Le poète russe Alexandre Ivanovitch Vvedenski

En 1949, il addhéra au Parti communiste.
Il continua à publier des livres et des articles sur le poète russe : Lermontov en Géorgie en 1837 (1955), ce dernier ouvrage lui permit d'obtenir en 1956 son Doktor Naouk de l'Université de Moscou  (Docteur ès Sciences second degré, le niveau le plus élevé des études supérieures en Union soviétique).
Le 7 juin 1954, le prince Andronikov débuta ses conférences publiques au Club des écrivains à Moscou et sa popularité augmenta rapidement. 
En 1954, le prince apparaît pour la première fois à la télévision centrale où il narra Le Cycle d'histoires. Il fut filmé à maintes reprises lors de ses narrations : Portrait de l'inconnu, Paroles d'Irakli Andronikov. Au cours de ces émissions télévisuelles, il racontait ses rencontres avec le chanteur d'opéra Chaliapine, les derniers jours du poète et dramaturge Pouchkine, etc. Il décrivait l'architecture des monuments de la Perspective Nevski à Saint-Pétersbourg, le Musée des beaux-arts Pouchkine à Moscou. Il relatait l'histoire du poète russe Essénine ,

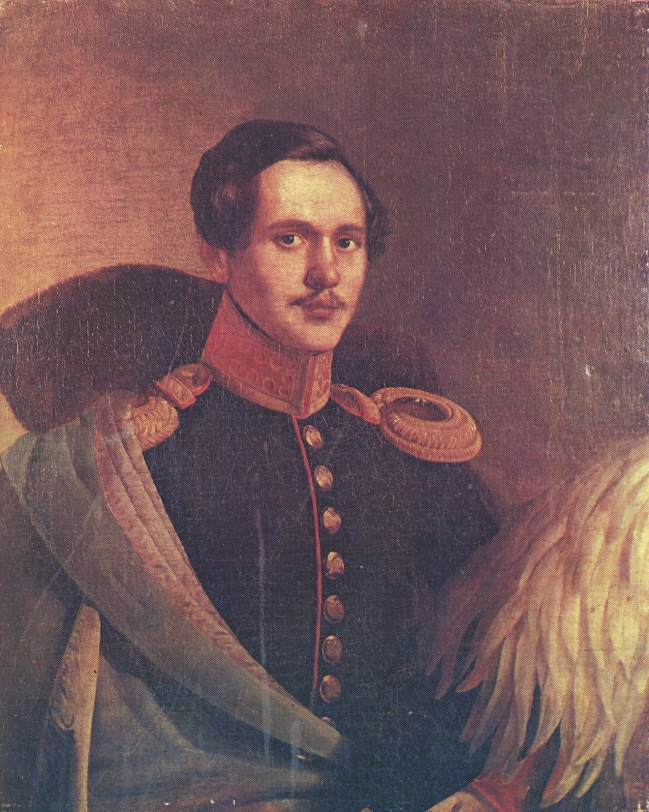
Le poète russe Lermontov en uniforme des hussards de la Garde (1834).

En 1964, Irakli Andronikov publia l'ouvrage : Lermontov, Recherches et Conclusions, dans cette œuvre littéraire, le prince se livre à un long raisonnement sur l'histoire et la littérature. Le prince obtint en 1976 le Prix Lénine pour ce travail littéraire.
Son travail de recherches consacré au poète russe parut sous le titre Encyclopédie Lermontov en 1981, .

### Décès et inhumation
Le prince Irakli Louarsabovitch Andronikov meurt le 11 juin 1990 à Moscou. Il est inhumé au cimetière de la Présentation, à Moscou.

## Œuvres
- Biographie de Lermontov (1936).
- La Vie de Lermontov (1939).
- Lermontov, la nouvelle découverte (1948).
- Les Histoires de la littérature (1949).
- Lermontov (1951).
- Lermontov, recherches, articles, histoires courtes (1952).
- Lermontov en Géorgie en 1837 (1955).
- Les Histoires de la littérature (1956)
- Les Derniers jours de Pouchkine édité par les Éditions en langues étrangères à Moscou en (1957).
- Biens personnels (1960).
- Collection Je tiens à vous dire, histoires, photos, essais, articles (1962).
- Lermontov, recherche et découvertes (1964).
- Les Histoires de la littérature (1969).
- Collections d'histoires orales (1975).
- The Great Race : Mémoires, Conversations (1975).
- Œuvres choisies en deux volumes[11],[12].
- Lermontov : recherche et résultats (1977).
- Travaux en trois volumes (1980-1981).
- Et maintenant ceci, histoires, images, articles (1981).
- Pour la musique (1985).
- Collection Tout est vivant, histoires, photos, souvenirs (1990).

## Prix et titres
- Doctorat en philologie (1956).
- Artiste émérite de l'URSS (1959)
- Artiste émérite de la république socialiste soviétique de Géorgie.
- Prix d'État de l'URSS pour son ouvrage Lermontov, Recherche et découverte (1967)
- Prix Lénine (1976)
- Artiste du peuple de l'URSS (1982)

La planète mineure 2294 Andronikov.